# (20316) Jerahalpern
(20316) Jerahalpern est un astéroïde de la ceinture principale d'astéroïdes.

## Description
(20316) Jerahalpern est un astéroïde de la ceinture principale d'astéroïdes. Il fut découvert le 28 mars 1998 à Socorro (Nouveau-Mexique) par le projet LINEAR. Il présente une orbite caractérisée par un demi-grand axe de 2,43 UA, une excentricité de 0,16 et une inclinaison de 1,4° par rapport à l'écliptique.

## Compléments